# Hamilton (apellido)
El apellido Hamilton tuvo su origen a partir del nombre de un lugar, muy probablemente, el pueblo de Hamilton en el Leicestershire de Inglaterra, sin embargo los portadores de ese nombre en el siglo XIII se establecieron en el Lanarkshire de Escocia por lo cual -pese a su probable origen inicial inglés- el apellido resulta muy frecuente en Escocia : la ciudad de Hamilton del condado escocés del Lanarkshire Sur llevó el nombre (apellido) de esa familia ya algún tiempo antes de 1445. Las personas contemporáneas de apellido Hamilton pueden entonces ser descendientes de la familia de la "nobleza" original, o a partir de algunos descendientes de la gente de la ciudad con ese nombre o, en el caso de afroamericanos haber obtenido el apellido de las familias "blancas" que les habían tenido como esclavos.
- Datos: Q21450552
- Multimedia: Hamilton (surname) / Q21450552